# Streymnes
Streynmes [ˈstɹɛmneːs] és un poble situat a la costa est de l'illa de Streymoy, a les illes Fèroe. Forma part del municipi de Sunda i l'1 de gener del 2021 tenia 320 habitants.
Streymnes està situat al nord de Hvalvík, del que en queda separat pel riu Storá. La població total dels dos nuclis supera les 550 persones. L'església i l'escola primària es troben a Hvalvík, mentre que les instal·lacions esportives són a Streymnes. En el camp de futbol Við Margáir hi juga l'EB/Streymur, que representa als pobles de Streymnes i Eiði a la màxima categoria del futbol feroès.
Hvalvík-Streymnes és un nucli habitat que ha crescut ràpidament els darrers anys, debut principalment a la seva proximitat amb Tórshavn, capital de les Fèroe, i la inauguració del pont de Streymin el 1973.
El lloc surt a les fonts per primer cop el 1584. Gjánoyri, la primera estació balenera de les Iles Fèroe, la van instal·lar noruecs prop de Streymnes el 1893, i va estar funcionant fins al 1927.